# Primera División 1970 (Chili)
In 1970 werd het 38ste seizoen gespeeld van de Primera División, de hoogste voetbalklasse van Chili. Colo-Colo werd kampioen.  

## Eerste Fase

### Metropolitano
| Plaats | Club                 | Wed. | W  | G | V | Saldo | Ptn. | Bonificatie |
| ------ | -------------------- | ---- | -- | - | - | ----- | ---- | ----------- |
| 1      | Unión Española       | 14   | 10 | 2 | 2 | 23:10 | 22   | 5           |
| 2      | Universidad Católica | 14   | 9  | 2 | 3 | 30:18 | 20   | 4           |
| 3      | Colo-Colo            | 14   | 6  | 3 | 5 | 20:16 | 15   | 3           |
| 4      | Universidad de Chile | 14   | 4  | 7 | 3 | 28:25 | 15   | 2           |
| 5      | O'Higgins            | 14   | 3  | 6 | 5 | 19:21 | 12   | 1           |
| 6      | Palestino            | 14   | 4  | 3 | 7 | 21:27 | 11   | 0           |
| 7      | Audax Italiano       | 14   | 3  | 4 | 7 | 18:27 | 10   | 0           |
| 8      | Magallanes           | 14   | 2  | 3 | 9 | 12:27 | 7    | 0           |

|  | Gekwalificeerd voor tweede fase met bonificatiepunten |

### Provincial
| Plaats | Club                  | Wed. | W | G | V  | Saldo | Ptn. | Bonificatie |
| ------ | --------------------- | ---- | - | - | -- | ----- | ---- | ----------- |
| 1      | Deportes Concepción   | 18   | 9 | 5 | 4  | 35:24 | 23   | 5           |
| 2      | Green Cross-Temuco    | 18   | 8 | 6 | 4  | 34:24 | 22   | 4           |
| 3      | Huachipato            | 18   | 8 | 4 | 6  | 29:22 | 20   | 3           |
| 4      | La Serena             | 18   | 7 | 6 | 5  | 23:20 | 20   | 2           |
| 5      | Everton               | 18   | 6 | 7 | 5  | 26:24 | 19   | 1           |
| 6      | Antofagasta Portuario | 18   | 6 | 7 | 5  | 19:19 | 19   | 0           |
| 7      | Lota Schwager (P)     | 18   | 6 | 5 | 7  | 29:25 | 17   | 0           |
| 8      | Rangers               | 18   | 6 | 4 | 8  | 22:24 | 16   | 0           |
| 9      | Santiago Wanderers    | 18   | 5 | 4 | 9  | 19:34 | 14   | 0           |
| 10     | Unión La Calera       | 18   | 2 | 6 | 10 | 23:43 | 10   | 0           |

|     | Gekwalificeerd voor tweede fase met bonificatiepunten |
| (P) | Promovendus                                           |

## Tweede fase

### Zone A
| Plaats | Club                  | Wed. | W  | G | V | Saldo | Ptn. |
| ------ | --------------------- | ---- | -- | - | - | ----- | ---- |
| 1      | Universidad Católica  | 18   | 10 | 2 | 6 | 35:27 | 26   |
| 2      | Lota Schwager         | 18   | 9  | 6 | 3 | 21:13 | 24   |
| 3      | Deportes Concepción   | 18   | 6  | 7 | 5 | 23:20 | 24   |
| 4      | Universidad de Chile  | 18   | 8  | 5 | 5 | 18:12 | 23   |
| 5      | O'Higgins             | 18   | 7  | 5 | 6 | 23:21 | 20   |
| 6      | Huachipato            | 18   | 5  | 6 | 7 | 27:25 | 19   |
| 7      | Audax Italiano        | 18   | 7  | 2 | 9 | 18:21 | 16   |
| 8      | Antofagasta Portuario | 18   | 3  | 7 | 8 | 15:26 | 13   |
| 9      | Unión La Calera       | 18   | 1  | 8 | 9 | 18:37 | 10   |

|  | Gekwalificeerd voor finalegroep |
|  | Degradatie play-off             |

### Zone B
| Plaats | Club               | Wed. | W  | G | V | Saldo | Ptn. |
| ------ | ------------------ | ---- | -- | - | - | ----- | ---- |
| 1      | Unión Española     | 18   | 10 | 7 | 1 | 35:18 | 32   |
| 2      | Everton            | 18   | 11 | 3 | 4 | 34:22 | 26   |
| 3      | Colo-Colo          | 18   | 7  | 6 | 5 | 26:23 | 23   |
| 4      | Green Cross-Temuco | 18   | 6  | 6 | 6 | 24:21 | 22   |
| 5      | Magallanes         | 18   | 6  | 5 | 7 | 29:30 | 17   |
| 6      | Deportes La Serena | 18   | 5  | 4 | 9 | 16:28 | 16   |
| 7      | Rangers            | 18   | 5  | 5 | 8 | 23:28 | 15   |
| 8      | Santiago Wanderers | 18   | 6  | 3 | 9 | 20:29 | 15   |
| 9      | Palestino          | 18   | 3  | 7 | 8 | 26:30 | 13   |

|  | Gekwalificeerd voor finalegroep |
|  | Degradatie play-off             |

### Finalegroep
| Plaats | Club                 | Wed. | W | G | V | Saldo | Ptn. |
| ------ | -------------------- | ---- | - | - | - | ----- | ---- |
| 1      | Unión Española       | 7    | 6 | 0 | 1 | 17:5  | 12   |
| 2      | Colo-Colo            | 7    | 6 | 0 | 1 | 19:9  | 12   |
| 3      | Universidad de Chile | 7    | 4 | 0 | 3 | 11:8  | 8    |
| 4      | Universidad Católica | 7    | 4 | 0 | 3 | 13:16 | 8    |
| 5      | Deportes Concepción  | 7    | 3 | 1 | 3 | 13:13 | 7    |
| 6      | Everton              | 7    | 3 | 0 | 4 | 11:11 | 6    |
| 7      | Lota Schwager        | 7    | 1 | 1 | 5 | 8:17  | 3    |
| 8      | Green Cross-Temuco   | 7    | 0 | 0 | 7 | 5:18  | 0    |

|  | Gekwalificeerd voor finale en Copa Libertadores 1971 |

#### Finale titel
|                 |           |       |                |  |
| 27 januari 1971 | Colo-Colo | 2 – 1 | Unión Española |  |
| 27 januari 1971 |           |       |                |  |

### Degradatie play-off
|                  |           |       |                 |  |
| 10 december 1970 | Palestino | 3 – 2 | Unión La Calera |  |
| 10 december 1970 |           |       |                 |  |

|                  |                 |       |           |  |
| 13 december 1970 | Unión La Calera | 4 – 0 | Palestino |  |
| 13 december 1970 |                 |       |           |  |

|                  |                 |       |           |  |
| 15 december 1970 | Unión La Calera | 1 – 1 | Palestino |  |
| 15 december 1970 |                 |       |           |  |

| Plaats | Club            | Wed. | W | G | V | Saldo | Ptn. |
| ------ | --------------- | ---- | - | - | - | ----- | ---- |
| 1      | Unión La Calera | 3    | 1 | 1 | 1 | 7:4   | 3    |
| 2      | Palestino       | 3    | 1 | 1 | 1 | 4:7   | 3    |

|  | Degradatie |